# Jean Lecomte du Nouÿ

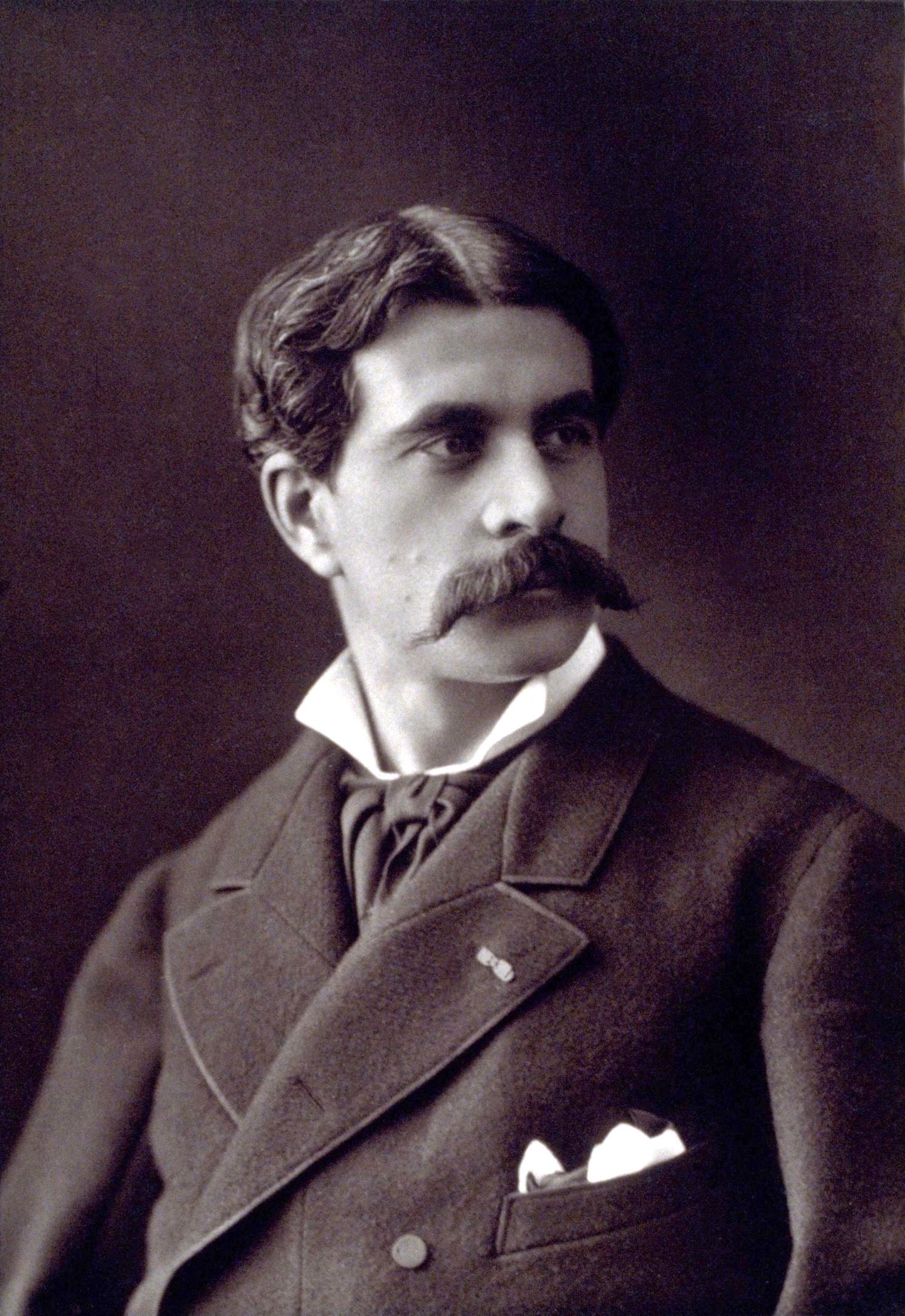
Lecomte du Nouÿ, von Nadar fotografiert

Jean-Jules-Antoine Lecomte du Nouÿ (* 10. Juni 1842 in Paris, Frankreich; † 19. Februar 1923 ebenda) war ein französischer Historien-, Genre- und Porträtmaler sowie Bildhauer. Er wurde durch mythologische und religiöse Motive sowie durch seine dem Orientalismus zugehörigen Werke bekannt.

## Leben
Lecomte du Nouÿ, Sohn des Jules Michel Lecomte und seiner Ehefrau Félicité Alexandrine du Nouÿ und älterer Bruder des späteren Architekten André Lecomte du Nouÿ (1844–1914), war nacheinander Schüler von Charles Gleyre (1806–1874), Émile Signol (1804–1892) und Jean-Léon Gérôme (1824–1904). Mit dem Gemälde Francesca da Rimini und Paolo in der Hölle debütierte er 1863 im Pariser Salon, an dem er in der Folgezeit regelmäßig teilnahm. Im Jahr 1866 trug er im Alter von 24 Jahren für Die Anrufung Neptuns eine Ehrenmedaille des Pariser Salons und im Jahr 1872 für den Tod der Jokaste den 2. Grand Prix de Rome davon.
Die französische Regierung kaufte 1872 sein Gemälde Die Boten schlechter Nachrichten vor Pharao, für das Luxembourg-Museum an, 1873 den Zauberer für das Musée des beaux-arts in Reims, 1874 den Eros-Cupido für das Musée des beaux-arts in Tours. Im Jahr 1873 gab sie, gemeinsam mit dem Pariser Stadtrat, Lecomte de Nouy auch zwei große Kompositionen für die Ausschmückung der Pariser Kirche La Trinité (Paris) in Auftrag, die der Künstler einige Jahre später lieferte: Der heilige Vinzenz bekehrt die Galeerensträflinge (1876) und Der heilige Vinzenz unterstützt die Elsässer und Lothringer nach dem Krieg von 1637 (1879).
Er bereiste Griechenland und die Türkei (1875), später Ägypten und Rumänien.
Jean Lecomte du Nouÿ starb im Jahr 1923 im Alter von 80 Jahren in Paris.
Der konservative, katholische Maler hatte am 1. August 1876 in erster Ehe die aus einer jüdischen Familie stammende Valentine Peigné-Crémieux (1855–1876), geheiratet, Tochter von Alfred Peigne und Mathilde Crémieux (1834–1912) und Enkeltochter des Senators Adolphe Crémieux. Valentine starb am 15. Oktober desselben Jahres im Alter von 21 Jahren, jedoch blieb die Verbindung du Nouÿs mit der einflussreichen Verwandtschaft seiner verstorbenen Frau, zu der auch Jean Cruppi gehörte, bestehen. Die zweite Ehe ging er mit Caroline Evrard (1851–1892) ein, die ihm sein einziges Kind schenkte, den späteren Architekten und Archäologen Jacques Théodore Jules Lecomte du Nouÿ (1885–1961). Seine dritte Frau, Térésa Marie Fisanne oder Fizanne (* 22. Mai 1862 in Nantes) überlebte ihn.

## Ehrungen und Auszeichnungen
- 1866: Ehrenmedaille des Pariser Salons für Die Anrufung Neptuns (1866)
- 1872: 2. Prix de Rome für Der Tod der Iokaste (1871)
- 1876: zum Ritter der Ehrenlegion ernannt
- Seit 1932 trägt eine Straße in Paris seinen Namen.

## Ausstellungen
Jean Lecomte du Nouÿ zeigte seine Werke ab 1863 und mit wenigen Ausnahmen, die sich teilweise durch seine Reisen erklären, mit einer erstaunlichen Regelmäßigkeit in dem jährlich stattfindenden Pariser Salon, gelegentlich auch in den Salons anderer Städte (München, Gent, Wien). Er nahm an den Pariser Weltausstellungen von 1878 und 1889 teil. In den Jahren 1892 bis 1894 stellte er außerdem in Ägypten aus (Salons von Kairo und Alexandrien), von 1902 bis 1906 auch im Salon des Automobil-Clubs in Paris und im Jahr 1913 im Salon des artistes françaises. Im Jahr 2004 widmete das Dahesh Museum of Art in New York Lecomte du Nouy die Ausstellung „From Homer to the Harem: the art of Jean Lecomte du Nouÿ“ mit etwa 100 Gemälden, Studien und Zeichnungen.

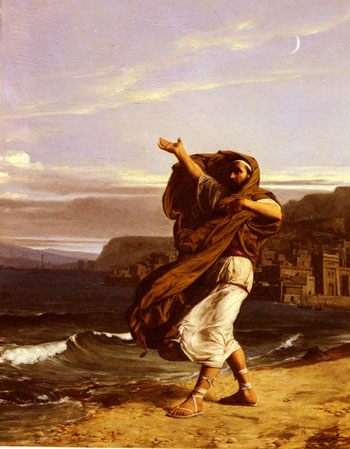
Demosthenes übt sich im Reden (1870)

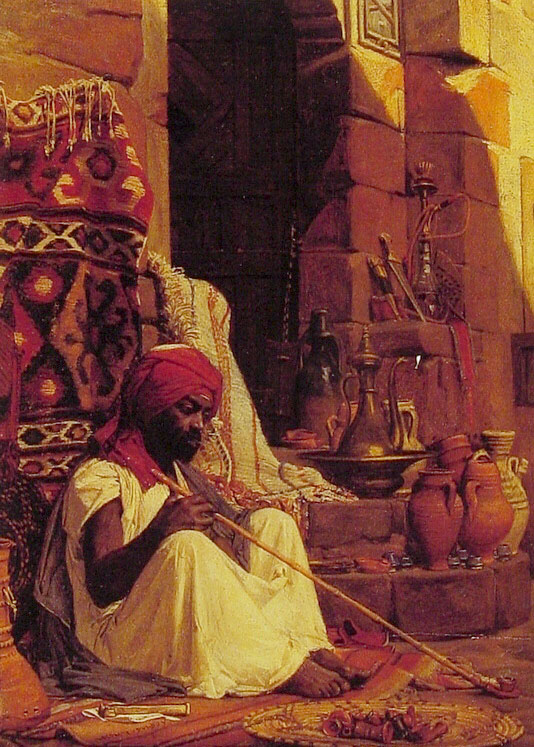
Der Opiumraucher

## Werk
Jean Lecomte du Nouÿs gesamtes Werk steht im Zeichen der akademischen Tradition und seiner an der Pariser Ecole des Beaux Arts genossenen Ausbildung, wo vor allem sein letzter Lehrer, Jean-Léon Gérôme, großen Einfluss auf den jungen Künstler ausübte. Dieser und sein Kollege Charles Gleyre, ebenfalls Lehrer du Nouÿs, waren die Hauptvertreter der neogriechischen Kunstströmung, der sich auch Lecomte de Nouÿ anschloss.
Abgesehen von zahlreichen biblischen Themen waren die Motive seiner ersten Gemälde beispielsweise inspiriert von der Göttlichen Komödie von Dante (Francesca und Paolo in der Hölle, 1863), von den Tragödien Orestie von Aischylos (Die griechische Schildwache, 1865) und Aias von Sophokles (Die Raserei Ajax' , 1868) sowie von Persönlichkeiten wie Demosthenes (Demosthenes übt sich im Reden, 1870) oder Homer (Homer als Bettler, 1875). Eine weitere Inspirationsquelle lieferten dem gebildeten und belesenen Maler Texte wie Théophile Gautiers „Roman de la Momie“ (Die Boten schlechter Nachrichten, 1872) oder Montesquieus „Lettres persanes“ (Traum Chosroes, 1875) und nicht zuletzt seine Reisen. In den 1890er Jahren wandte er sich verstärkt der mondänen Porträtmalerei zu. Während eines längeren Rumänienaufenthaltes porträtierte er Mitglieder des rumänischen Königshauses und schuf zahlreiche Porträtstudien Karls I. von Rumänien und seiner Gemahlin Elisabeth (Pseudonym Carmen Silva) sowie Kartons für die Ausschmückung der Kirche St. Nikolaus in Iași.
Lecomte du Nouÿs Gemälde tragen bei korrekter Zeichnung und kühler, etwas matter Färbung einen vorwiegend akademischen Zug, sind aber durch feine Charakteristik ausgezeichnet. Eines seiner bekannten Werke ist „Die weiße Sklavin“.

### Gemälde
- 1862: Portrait du sculpteur Antoine Coysevox (Porträt des Bildhauers Antoine Coysevox), Öl auf Leinwand, Lyon, Musée des beaux-arts
- 1863: Francesca di Rimini et Paolo aux enfers (Francesca da Rimini und Paolo in der Hölle), Pariser Salon 1863, Öl auf Leinwand, Sète, Musée Paul Valéry
- 1865: La sentinelle grecque (Die griechische Schildwache), Pariser Salon 1865, Öl auf Leinwand, Lille ?
- 1866: Invocation de Neptune (Die Anrufung Neptuns), Ehrenmedaille des Pariser Salons 1866, Öl auf Leinwand, Lille, Musée des beaux-arts
- 1867: Job et ses amis (Hiob und seine Freunde), Pariser Salon 1867
- 1867: Une danseuse fellah – Egypte (Eine Fellahtänzerin – Ägypten)
- 1868: La folie d’Ajax le Télamonien (Die Raserei Ajax’ des Talmoniers)
- 1869: L’amour qui passe, l’amour qui reste (Die vergängliche und die dauernde Liebe), Öl auf Leinwand, Boulogne-sur-Mer, Museum
- 1869: Le souper de Beaucaire (Das Nachtmahl in Beaucaire), Öl auf Leinwand, Schloss Malmaison
- 1869: Portrait de Mademoiselle E.T. (Porträt der Mademoiselle E.T.), Pariser Salon 1869, Öl auf Leinwand, Lille, Musée des beaux-arts
- 1870: Le Charmeur (Der Zauberer), Öl auf Leinwand, Reims, Musée des beaux-arts
- 1870: Démosthène s’exerçant à la parole (Demosthenes übt sich im Reden), Privatbesitz
- 1871: Chrétiennes au tombeau de la Vierge – Jérusalem New York, Dahesh museum of Art
- 1871: Les porteurs de mauvaises nouvelles (Die Boten schlechter Nachrichten vor Pharao), Pariser Salon 1872, Öl auf Leinwand, Tunesien, Tunis, Kultusministerium
- 1871: La mort de Jocaste oder Les adieux d’Oedipe à Jocaste (Der Tod der Jokaste), Pariser Weltausstellung 1878, 2. Grand Prix de Rome (1871), Öl auf Leinwand, früher in Arras, Musée des beaux-arts, 1915 bei einem Brand zerstört
- 1873: Le philosophe sans le savoir (Der Philosoph wider Wissen), Öl auf Leinwand, USA, Worcester, Worcester art museum (Leihgabe der Clark University, Worcester)
- 1873: Eros-Cupido (Eros-Cupido), Pariser Salon 1874, Öl auf Leinwand, Tours, Musée des beaux arts
- 1874: Un rêve d’eunuque (Traum des Eunuchen), Öl auf Leinwand, Cleveland, Cleveland museum of art
- 1874: Les Bouchers de Venise (Die Schlächter von Venedig), Pariser Salon 1974,
- 1875: Le songe de Cosrou (Der Traum Chosroes), Pariser Salon 1875
- 1875: Judith (Judith), Öl auf Holz, New York, Dahesh museum of art
- 1875: Homère mendiant (Homer als Bettler), Triptychon, Pariser Salon 1876, Pariser Weltausstellung 1878, Öl auf Holz, Grenoble, Museum
- 1875: Portrait de Mademoiselle Valentine Peigné-Crémieux (Porträt der Mademoiselle Valentine Peigné-Crémieux), Zeichnung, (Pariser Salon 1877 ?)
- 1876: Portrait de Mademoiselle Henriette Peigné-Crémieux (Porträt der Mademoiselle Henriette Peigné-Crémieux), Zeichnung, (Pariser Salon 1877 ?)
- 1876: Saint Vincent de Paul ramène des galériens à la foi (Der heilige Vinzenz von Paul bekehrt die Galeerensträflinge), Öl auf Leinwand, Paris, Église de la Sainte Trinté, Sankt-Vinzenz-von-Paul-Kapelle
- 1876: La Porte du sérail. Pariser Salon 1877, Öl auf Leinwand, Paris, Sammlung Yves Saint-Laurent – Pierre Bergé
- 1877: Portrait de l’artiste (Selbstporträt), Pariser Salon 1877, Weltausstellung 1878
- 1877: Les chrétiennes aux tombeau de la Vierge – Jerusalem (Christinnen am Grab der Jungfrau – Jerusalem), Pariser Salon 1878, USA, Minneapolis, Hennepin Avenue Methodist Church
- 1878: Portrait d’Adolphe Crémieux, sénateur (Porträt des Senators Adolphe Crémieux), Pariser Salon 1878, Öl auf Leinwand, Paris, Musée d’art et d’histoire du Judaïsme (Leihgabe des Musée d’Orsay)
- 1879: Saint Vincent de Paul secourant les Alsaciens et les Lorrains après la guerre de 1637 (Der heilige Vinzenz von Paul unterstützt die Elsässer und die Lothringer nach dem Krieg von 1637), Pariser Salon 1879, Öl auf Leinwand, Paris, Église de la Sainte Trinté, Sankt-Vinzenz-von-Paul-Kapelle
- 1880: Portrait de l’artiste (Selbstporträt), Öl auf Leinwand, Florenz, Uffizien
- 1881: Homère (Homer), Pariser Salon 1882, Öl auf Leinwand, Grenoble, Museum
- 1881: Autoporträt (Selbstporträt), Öl auf Leinwand, Moulins, Musée Anne de Beaujeu
- 1882: Les rabbins commentant la bible – Maroc (Die Rabbiner kommentieren die Bibel), Pariser Salon 1882, Öl auf Leinwand, London, Guildhall art gallery
- 1883: Le Marabout prophète Sidi-Aissa – Tanger. Pariser Salon 1884, Öl auf Leinwand, Privatbesitz
- 1883/84: Polyptyque zum Werk Victor Hugos, früher in Caen, Museum, 1944 zerstört:

1883: Les travailleurs de la mer (Die Arbeiter des Meeres), Pariser Salon 1884
1884: Les Orientales, Pariser Salon 1885
1884: Les Contemplations, Polyptyque, dritter Teil, Pariser Salon 1885
- 1885: La Vision d’Abraham (Die Vision Abrahams), Pariser Salon 1888, Bukarest, Museum
- 1885: Le samedi au quartier juif oder Le samedi au ghetto - Maroc, Pariser Salon 1889
- 1885/86: Ramsès dans son harème (Ramses in seinem Harem), Triptychon

1885: Les échecs - Ancienne Egypte (Das Schachspiel – Altes Ägypten), Pariser Salon 1887, Pariser Weltausstellung 1889,
1886: Musique (Musik)
1886: Danse (Tanz)
- 1887: Autoportrait (Selbstporträt), Öl auf Leinwand, Grenoble, Museum
- 1888: Les gardes-côtes gaulois – Ancienne Gaule. Pariser Salon 1889, Öl auf Leinwand, Paris, Musée d’Orsay
- 1888: L’esclave blanche (Die weiße Sklavin), Pariser Salon 1888, Pariser Weltausstellung 1889, Kunstmuseum Nantes
- 1888: Autoportrait au chevalet (Selbstporträt mit Staffelei), Öl auf Leinwand, Vic-sur-Seille, Musée départemental Georges de la Tour
- 1890: Le dieu et la mortelle (Der Gott und die Sterbliche), Teil eines dem Komponisten Gounod gewidmeten Triptychons zum Thema der Liebe, Pariser Salon 1891
- 1892: Pour la patrie oder Mourir pour la patrie (Für das Vaterland, oder Sterben für das Vaterland), Pariser Salon 1892, Angers, Musée des beaux-arts
- 1894: Portrait de Me Jean Cruppi, avocat à la cour de cassation (Porträt des Jean Cruppi, Anwalt am Appellationsgericht), Pariser Salon 1895
- 1894: La premère étoile ou la fin du grand jeune – Tanger (Der erste Stern), Pariser Salon 1895, Öl auf Leinwand
- 1897: Portrait de S.A.R. la princesse Feodora de Saxe-Meiningen
- 1897: Carmen Sylva écoutant les voix de la forêt oder Portrait de S.M. la reine Elisabeth de Roumanie (Carmen Silva, den Stimmen des Waldes lauschend, Porträt der Königin Elisabeth von Rumänien), Öl auf Leinwand, Pariser Salon 1899, Sinaia, Schloss Peleș
- 1899: La dictée d’Austerlitz – 1805 (Das Diktat von Austerlitz – 1805), Salon de Paris, Öl auf Leinwand, Schweiz, Privatbesitz
- 1899: Portrait du roi et de la reine de Roumanie
- 1866/1902 (!): Mademoiselle de Maupin. Pariser Salon 1902, Öl auf Leinwand
- 1901: Tristesse de Pharaon. Salon de Paris 1901
- 1901: Le Rabbin (Der Rabbiner), Salon de Paris 1904
- 1904: La Sorcière. Pariser Salon 1904
- 1904: Rêve d’Orient, Pariser Salon 1905, Öl auf Leinwand
- 1904: Pensées fugitives. Pariser Salon 1905
- 1912: Alexandre au tombeau d’Achille (Alexander am Grab des Achillus), Pariser Salon 1912
- 1912: Le philosophe oder Diogens in seiner Tonne (Der Philosoph), Pariser Salon 1912, Öl auf Leinwand
- 1913: Les dernières rondes turqes – Constantinople oder La dernière ronde turque, Pariser Salon 1913
- 1918: Les veilleurs de la grande cité. Pariser Salon 1919 und 1923
- 1918: Le bombardement de l’église St. Gervais le Vendredi Saint 1918 (Die Bombardierung der Kirche Saint-Gervais am Karfreitag 1918), Pariser Salon 1920
- 1920: L’impériale destinée – Napoléon à Saint-Hélène (Das kaiserliche Schicksal - Napoléon I. in Sankt Helena), Pariser Salon 1921
- 1921: Larmes d’Orient (Tränen des Orients), Pierre Loti gewidmet, Pariser Salon 1921
- ???: L’arbre mort, Narbonne, Musée d’art et d’histoire
- ???: L’écrivain public (Tanger), Narbonne, Musée d’art et d’histoire
- ???: La prière du soir à Abderaman (Alger)

### Plastisches Werk
- 1877: Statue de Valentine Lecomte du Nouÿ (Statue der Valentine Lecomte du Nouy) für ihr Grabmal, Paris, Cimetière du Montparnasse
- 1877: Portrait de Valentine Lecomte du Nouÿ (Porträt der Valentine Lecomte du Nouy), Marmormedaillon, Pariser Salon 1877. Es existieren von diesem Werk ebenfalls jeweils eine Gravur, eine Ausführung in Ton und die Bronzeversion an dem Grabmal, das sich in Paris auf dem Cimetière du Montparnasse befindet.
- 1894: Médaillon de Caroline du Nouÿ (Medaillon der Caroline de Nouy), Marmor, Pariser Salon 1895
- 1897: Stèle commémorative en souvenir de la visite de S.M. l'empereur d'Autriche François-Joseph en Roumanie (Denkmalstele zur Erinnerung an den Besuch des Kaisers Franz Joseph I. von Österreich in Rumänien), Bronze
- 1900: Pour la liberté - Dédié aux enfants de Paris (Für die Freiheit, den Kindern von Paris gewidmet), Marmor, Salon de Paris 1901, Brüssel, Musée de l’armée
- 1908: Monument du Prince Barbo Stirbey (Fürst-Barbu-Știrbey-Denkmal), Bronzegruppe und Bronzereliefs, Pariser Salon 1908
- 1913: Le divin chanteur - Orphée (Der göttliche Sänger - Orpheus), Marmorgruppe, Salon des artistes français 1913, Versailles, Hôtel de Ville
- 1913: Portrait du prince Barbo Stirbey (Porträt des Fürsten Barbu Știrbey), Bronzebüste, Salon des artistes français 1913